# リチャード・ミード (医師)

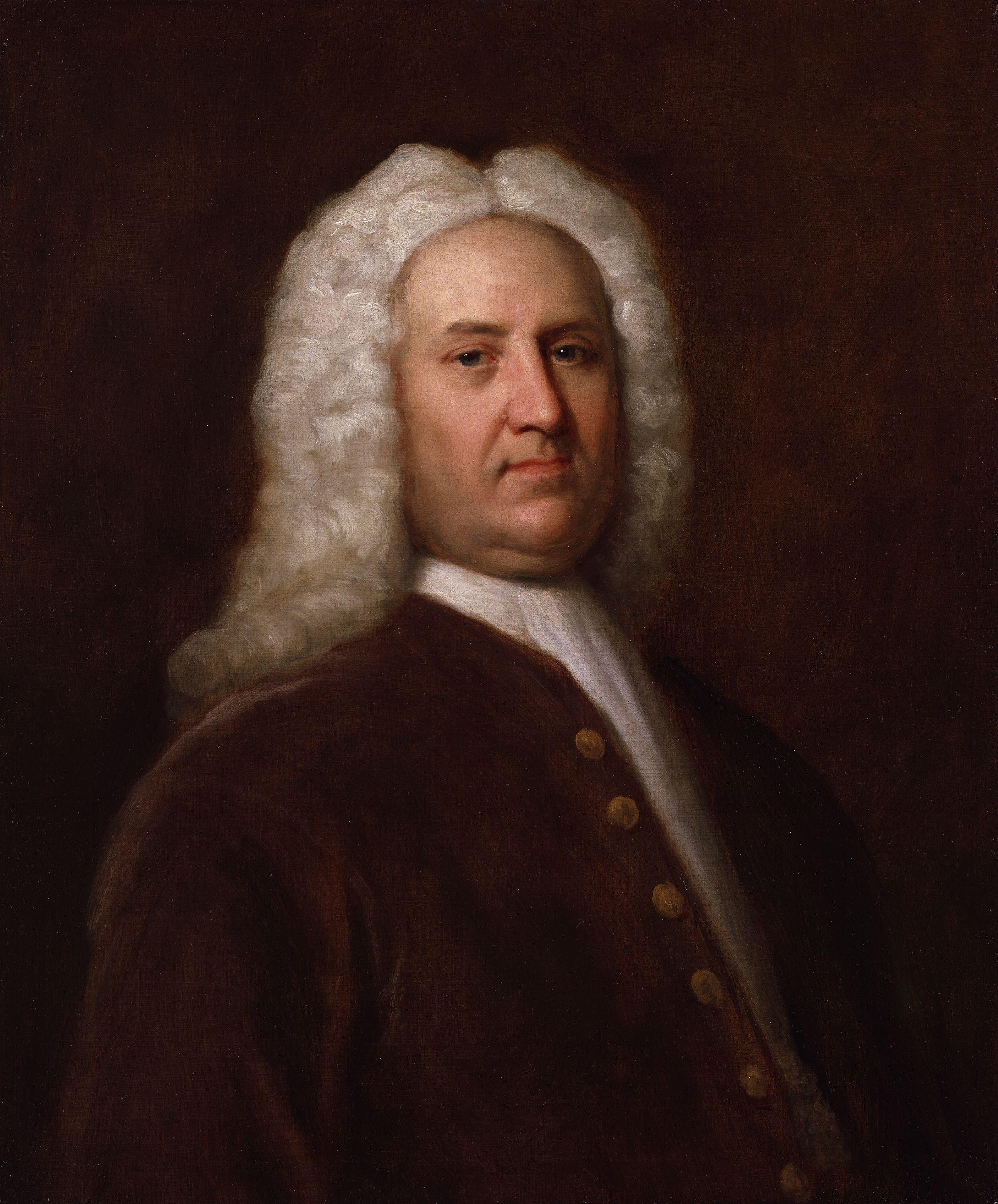
ジョナサン・リチャードソン（Jonathan Richardson）による肖像画、ナショナル・ポートレート・ギャラリー所蔵。

リチャード・ミード（英語: Richard Mead FRS FRCP FRCPE、1673年8月11日 – 1754年2月16日）は、イングランド王国出身の医師。1702年に毒に関する著作A Mechanical Account of Poisonsを出版したほか、1727年より国王ジョージ2世の侍医を務めた。

## 生涯

### 生い立ち
教役者マシュー・ムーアの第11子として、1673年8月11日にステップニーで生まれた。父は国教忌避により1662年に教会から追放されていたが、裕福だったためステップニーから引っ越さずに住んでおり、ミードは10歳になるまでやはり非国教徒のジョン・ネスビット（John Nesbitt）からラテン語の教育を受けた。父マシューがライハウス陰謀事件に関与した廉で1683年に一時オランダに追放された（1687年に帰国）ため、ミードは1683年から1689年までトマス・シングルトン（Thomas Singleton、イートン・カレッジの元副校長で非国教徒）の私立学校を通い、1689年末にユトレヒト大学に入学した。そこでヨハン・ゲオルク・グラエヴィウスに師事して古典文学について学んだ後、1692年よりライデン大学で医学を学び、1693年4月18日に正式に入学した。ライデン大学では植物学者パウル・ヘルマンとアーチボルド・ピトケアンの授業を受けたほか、卒業したばかりで当時神学を学んでいたヘルマン・ブールハーフェとも知り合いになった。1695年初、ライデン大学で学位を修得しないままオランダを離れ、同じくユトレヒト大学に在学したことのある長兄サミュエル（Samuel、1670年 – 1734年）とともにイタリアを旅し、トリノ、フィレンツェを訪れた後、同年8月16日にパドヴァ大学でM.D.の学位を修得した。その後、旅を続けてローマとナポリを訪れ、1696年夏に帰国してロンドンに着いた。

### 医師としてのキャリア
帰国した後は引き続きステップニーに住み、同地で医師業を開業した。この時代のイングランドにおいて、医師業を開業するには王立内科医学会から開業資格免許を取得する必要があり、法律にもそのように規定されていたが、ミードは免許を取得せずに開業した。ミードはこの違法状態を隠そうともしておらず、1702年に医学に関する著作としてA Mechanical Account of Poisonsを出版した。主に毒に関する著作であり、ミードはクサリヘビを解剖して、ヘビが口を開いたとき歯が直立する仕組みを記述した。また、ガレノスの「ヘビ毒は傷口を経由していなければ効果がない」との観察をヘビ毒を飲み込むことで再証明した。ほかにもヘビ毒の治療についても言及している。この著作にはピトケアンの影響がみられ、ニュートン力学も採用されている。この著作は学界の注目を受け、翌1703年に王立協会の『フィロソフィカル・トランザクションズ』誌で摘要版が出版された。同年11月30日には王立協会フェローに選出された。
1703年5月5日にサザークの聖トマス病院の医師に選出され、これに伴いタワー・ヒル近くのクラッチド・フライアーズに引っ越し、1711年にオースティン・フライアーズに引っ越した。このような病院医師は当時では賃金はなかったが、様々な患者を診る機会や裕福な病院理事からのパトロネージが期待できた。1704年にDe imperio solis ac lunae in corpora humana et morbis inde oriundisという占星術に関する著作で潮汐が病気を引き起こすと主張したが、『オックスフォード英国人名事典』はミードの主張が数学に基づかず「説得力がない」（unconvincing）とし、『英国人名事典』も内容が先の毒に関する著作と比べて「浅い」（shallow）とした。しかし、この著作も成功を収めて1708年に再版された。また、原著がラテン語だったため1712年に英語訳された。
1705年と1707年に王立協会の評議会（council）の一員に選出され、1707年以降は死去まで務め、1713年には副会長にも選出された。一方、1696年の開業以降、長年の間資格免許を取得しなかったが、1707年12月4日にオックスフォード大学からM.D.の学位を授与されたことでその道が開かれ、ミードはこの学位授与から半年後の1708年6月25日に王立内科医学会の試験に合格して会員になり、1716年4月19日に学会のフェローに選出された後、1716年、1719年、1724年の3度にわたって試験官（censor）を務めた。
1714年7月、アン女王の死から2日前に彼女を診察した。アン女王の死に伴いハノーヴァー朝が始まるが、ハノーヴァー朝においても名声が高く、同年にジョン・ラドクリフが死去すると内科医としての地位が最高峰に達した。ラドクリフは遺言状でブルームスベリーの邸宅をミードに贈っており、ミードを自身の継承者として見たふしもあった。政治ではホイッグ党に属したが、1715年にピトケアンの息子（ジャコバイトの1人）がロンドン塔に投獄されたときはその助命嘆願を行った。
ジョン・フレンド医師への手紙で天然痘の治療に下剤を用いることを述べ、フレンドが1717年に手紙を出版すると、博物学者ジョン・ウッドワードは1718年の著作でミードを攻撃、以降ミードとの間のパンフレット合戦が数年間続いた（ミード自身はパンフレットを書かず、フレンドなどの友人がミードを擁護したという）。1723年にフレンドがアタベリー陰謀事件によりロンドン塔に投獄されると、ミードはフレンドの釈放に奔走した。結局フレンドは3か月間投獄されたのち釈放されたが、その間にフレンドの患者を診察したのがミードであり、ミードはフレンドの患者から受け取った診察料をフレンドに返したという。
1717年12月には王太子妃キャロラインを治して王太子ジョージの信頼を勝ち得て、1727年に王太子がジョージ2世として国王に即位すると、ミードはジョージ2世の侍医に任命された。同年には死の床にいたアイザック・ニュートンを診察した。
1719年にマルセイユでペストが流行すると、南部担当国務大臣ジェームズ・クラッグス（小クラッグス）はペストの予防法についてミードに聞き、ミードは返答として1720年にShort Discourse Concerning Pestilential Contagion and the Methods to be used to Prevent itを出版、以降1年以内に第7版まで出版、1722年に第8版が出版された。ミードはこの著作でペストが伝染するので、患者のみを隔離すべきと説き（それまでは患者が出た家族全員を隔離していた）、大衆の恐慌を緩和したと評価された。
1720年に1人目の妻が死去した直後、グレート・オーモンド・ストリート（Great Ormond Street、ブルームスベリーにある道路）に引っ越した。
1739年に捨子養育院が創設されたとき、理事の1人を務めた。1745年、エディンバラ王立内科医学会の名誉フェローに選出された。
1754年2月16日にグレート・オーモンド・ストリートの自宅で死去、23日にテンプル教会に埋葬された。1万冊以上の書籍、硬貨、宝石、絵画など多くの品物を収集しており、その死後に書籍が5,500ポンド、絵画、硬貨などの骨董品が10,550ポンドで売却された。

## 家族
1699年7月、ルス・マーシュ（Ruth Marsh、1683年 – 1720年1月31日、ロンドンの商人ジョン・マーシュの娘）と結婚して8子をもうけ、うち1男3女が成人した。
- サラ・マーシュ（Sarah Marsh、1702年頃 – 1785年9月11日） - 医師エドワード・ウィルモット（Edward Wilmot）と結婚、3子をもうけた[3]
- バスシェバ（Bathsheba、1754年以前没） - チャールズ・バーティー（Charles Bertie）と結婚、4子をもうけた[3]
- エリザベス（1705年頃 – 1798年以降） - 医師フランク・ニコルズ（Frank Nicholls）と結婚、5子をもうけた[3]
- 女子（1710年頃 – 1725年） - 天然痘により没[3]
- 男子（1716年没）[3]
- ジョン（1721年没） - カナリア諸島で死去[3]
- リチャード（1762年没） - 1741年、アン・ゴア（Anne Gore、ウィリアム・ゴアの娘）と結婚、1女（1742年、成人せずに死去）をもうけた[3]

1724年8月14日、アン・アルストン（Anne Alston、サー・ローランド・アルストンの娘）と再婚したが、2人の間に子供はいなかった。